# Giro di Romandia 1996
Il Giro di Romandia 1996, cinquantesima edizione della corsa, si svolse dal 6 al 12 maggio su un percorso di 995 km ripartiti in 7 tappe e un cronoprologo, con partenza a Basilea e arrivo a Ginevra. Fu vinto dallo spagnolo Abraham Olano della Mapei-GB davanti al russo Alexander Gontchenkov e all'italiano Giuseppe Guerini.

## Tappe
| Tappa  | Data      | Percorso                              | km    | Vincitore di tappa    | Leader cl. generale |
| ------ | --------- | ------------------------------------- | ----- | --------------------- | ------------------- |
| Prol.  | 6 maggio  | Basilea > Basilea (cron. individuale) | 4,3   | Abraham Olano         | Abraham Olano       |
| 1ª     | 7 maggio  | Basilea > La Vue Des Alpes            | 155,8 | Pavel Tonkov          | Pascal Richard      |
| 2ª     | 8 maggio  | La Chaux-de-Fonds > Bulle             | 187,6 | Mario Manzoni         | Pascal Richard      |
| 3ª     | 9 maggio  | Bulle > Martigny                      | 177   | Mario Cipollini       | Pascal Richard      |
| 4ª     | 10 maggio | Martigny > Les Diablerets             | 160,2 | Alexander Gontchenkov | Pascal Richard      |
| 5ª     | 11 maggio | Les Diablerets > Orbe                 | 105,9 | Mario Cipollini       | Pascal Richard      |
| 6ª     | 11 maggio | Orbe > Orbe (cron. individuale)       | 29,8  | Abraham Olano         | Abraham Olano       |
| 7ª     | 12 maggio | Orbe > Ginevra                        | 174,4 | Mario Cipollini       | Abraham Olano       |
| Totale | Totale    | Totale                                | 995   |                       |                     |

## Dettagli delle tappe

### Prologo
- 6 maggio: Basilea > Basilea (cron. individuale) – 4,3 km

| Pos. | Corridore            | Squadra  | Tempo |
| ---- | -------------------- | -------- | ----- |
| 1    | Abraham Olano        | Mapei-GB | 5'05" |
| 2    | Vjatjeslav Djavanian | Roslotto | a 2"  |
| 3    | Davide Rebellin      | Polti    | s.t.  |

| Pos. | Corridore     | Squadra  | Tempo |
| ---- | ------------- | -------- | ----- |
| 1    | Abraham Olano | Mapei-GB |       |

### 1ª tappa
- 7 maggio: Basilea > La Vue Des Alpes – 155,8 km

| Pos. | Corridore        | Squadra | Tempo    |
| ---- | ---------------- | ------- | -------- |
| 1    | Pavel Tonkov     | Panaria | 4h10'03" |
| 2    | Pascal Richard   | MG Boys | s.t.     |
| 3    | Giuseppe Guerini | Polti   | a 9"     |

| Pos. | Corridore        | Squadra | Tempo    |
| ---- | ---------------- | ------- | -------- |
| 1    | Pascal Richard   | MG Boys | 4h15'10" |
| 2    | Pavel Tonkov     | Panaria | a 7"     |
| 3    | Giuseppe Guerini | Polti   | a 15"    |

### 2ª tappa
- 8 maggio: La Chaux-de-Fonds > Bulle – 187,6 km

| Pos. | Corridore          | Squadra  | Tempo    |
| ---- | ------------------ | -------- | -------- |
| 1    | Mario Manzoni      | Roslotto | 4h52'43" |
| 2    | Gianluca Bortolami | Mapei-GB | s.t.     |
| 3    | Fabrizio Guidi     | Scrigno  | s.t.     |

| Pos. | Corridore        | Squadra | Tempo    |
| ---- | ---------------- | ------- | -------- |
| 1    | Pascal Richard   | MG Boys | 9h07'53" |
| 2    | Pavel Tonkov     | Panaria | a 7"     |
| 3    | Giuseppe Guerini | Polti   | a 15"    |

### 3ª tappa
- 9 maggio: Bulle > Martigny – 177 km

| Pos. | Corridore        | Squadra | Tempo    |
| ---- | ---------------- | ------- | -------- |
| 1    | Mario Cipollini  | Saeco   | 4h32'23" |
| 2    | Ján Svorada      | Panaria | s.t.     |
| 3    | Mario Traversoni | Carrera | s.t.     |

| Pos. | Corridore        | Squadra | Tempo     |
| ---- | ---------------- | ------- | --------- |
| 1    | Pascal Richard   | MG Boys | 13h40'16" |
| 2    | Giuseppe Guerini | Polti   | a 15"     |
| 3    | Davide Rebellin  | Polti   | a 21"     |

### 4ª tappa
- 10 maggio: Martigny > Les Diablerets – 160,2 km

| Pos. | Corridore             | Squadra  | Tempo    |
| ---- | --------------------- | -------- | -------- |
| 1    | Alexander Gontchenkov | Roslotto | 4h53'57" |
| 2    | Abraham Olano         | Mapei-GB | s.t.     |
| 3    | Davide Rebellin       | Polti    | s.t.     |

| Pos. | Corridore        | Squadra  | Tempo     |
| ---- | ---------------- | -------- | --------- |
| 1    | Pascal Richard   | MG Boys  | 18h34'13" |
| 2    | Giuseppe Guerini | Polti    | a 15"     |
| 3    | Abraham Olano    | Mapei-GB | a 16"     |

### 5ª tappa
- 11 maggio: Les Diablerets > Orbe – 105,9 km

| Pos. | Corridore        | Squadra | Tempo    |
| ---- | ---------------- | ------- | -------- |
| 1    | Mario Cipollini  | Saeco   | 2h29'43" |
| 2    | Ján Svorada      | Panaria | s.t.     |
| 3    | Mario Traversoni | Carrera | s.t.     |

| Pos. | Corridore        | Squadra  | Tempo     |
| ---- | ---------------- | -------- | --------- |
| 1    | Pascal Richard   | MG Boys  | 21h03'56" |
| 2    | Giuseppe Guerini | Polti    | a 15"     |
| 3    | Abraham Olano    | Mapei-GB | a 16"     |

### 6ª tappa
- 11 maggio: Orbe > Orbe (cron. individuale) – 29,8 km

| Pos. | Corridore             | Squadra  | Tempo  |
| ---- | --------------------- | -------- | ------ |
| 1    | Abraham Olano         | Mapei-GB | 34'53" |
| 2    | Alexander Gontchenkov | Roslotto | a 29"  |
| 3    | Evgenij Berzin        | Gewiss   | a 45"  |

| Pos. | Corridore             | Squadra  | Tempo     |
| ---- | --------------------- | -------- | --------- |
| 1    | Abraham Olano         | Mapei-GB | 21h39'05" |
| 2    | Alexander Gontchenkov | Roslotto | a 1'18"   |
| 3    | Giuseppe Guerini      | Polti    | a 1'25"   |

### 7ª tappa
- 12 maggio: Orbe > Ginevra – 174,4 km

| Pos. | Corridore             | Squadra  | Tempo    |
| ---- | --------------------- | -------- | -------- |
| 1    | Mario Cipollini       | Saeco    | 4h14'00" |
| 2    | Mario Traversoni      | Carrera  | s.t.     |
| 3    | Alexander Gontchenkov | Roslotto | s.t.     |

| Pos. | Corridore             | Squadra  | Tempo     |
| ---- | --------------------- | -------- | --------- |
| 1    | Abraham Olano         | Mapei-GB | 25h53'05" |
| 2    | Alexander Gontchenkov | Roslotto | a 1'18"   |
| 3    | Giuseppe Guerini      | Polti    | a 1'25"   |

## Classifiche finali

### Classifica generale
| Pos. | Corridore             | Squadra               | Tempo     |
| ---- | --------------------- | --------------------- | --------- |
| 1    | Abraham Olano         | Mapei-GB              | 25h53'05" |
| 2    | Alexander Gontchenkov | Roslotto-ZG Mobili    | a 1'18"   |
| 3    | Giuseppe Guerini      | Team Polti            | a 1'25"   |
| 4    | Davide Rebellin       | Team Polti            | a 1'36"   |
| 5    | Mauro Gianetti        | Team Polti            | a 2'05"   |
| 6    | Evgenij Berzin        | Gewiss-Playbus        | a 2'39"   |
| 7    | Beat Zberg            | Carrera-Longoni Sport | a 3'22"   |
| 8    | Piotr Ugrumov         | Roslotto-ZG Mobili    | a 3'53"   |
| 9    | Andrea Noè            | Mapei-GB              | a 4'21"   |
| 10   | Manuel Beltrán        | Mapei-GB              | a 4'52"   |